# Ivan Langer
Ivan Langer (* 1. ledna 1967 Olomouc) je český politik, od roku 1991 člen ODS, v letech 1996–2010 poslanec Poslanecké sněmovny (v letech 1998–2006 její místopředseda), český ministr informatiky a ministr vnitra.

## Životopis
Absolvoval Lékařskou fakultu Univerzity Palackého v Olomouci a Právnickou fakultu Univerzity Karlovy v Praze.
V roce 1989 byl členem univerzitního a celostátního stávkového výboru studentů. Byl místopředsedou Občanské demokratické strany (ODS), do které vstoupil v roce 1991. V letech 1996 až 2010 byl poslancem PSP ČR. V letech 1998–2006 byl místopředsedou PSP ČR a v letech 2006–2007 ministrem informatiky. V letech 2006–2009 byl ministrem vnitra.
Podle žurnalisty Jiřího Leschtiny Langer vystoupal do nejvyššího vedení ODS v době, kdy předsedu Klause po skandálech s falešnými sponzory a stranickým černým kontem opouštěli Josef Zieleniec, Jan Ruml, Ivan Pilip, Milan Uhde a další. Stal se jedním z tvůrců předvolební kampaně „Doleva, nebo s Klausem“ před sněmovními volbami roku 1998, po nichž ODS uzavřela tzv. opoziční smlouvu s vítěznou ČSSD, jejímž signatářem byl rovněž Langer.
V letech 2000–2006 pedagogicky působil na Právnické fakultě Univerzity Palackého. V roce 1999 se Ivan Langer podílel na založení liberálně-konzervativní akademie CEVRO. CEVRO bylo původně založeno jako think tank pro ODS v roce 1999 a podílelo se i na volebních kampaních ODS. Mezi další aktivity patří pořádání konferencí a seminářů, vydávání časopisu a publikací a zpracovávání odborných stanovisek. Je určeno zejména pro ty, kteří jsou činní ve veřejném životě nebo se do něj chystají vstoupit. V roce 2006 pak CEVRO s Ivanem Langerem jako předsedou správní rady založilo soukromou vysokou školu CEVRO, nabízející bakalářské a navazující magisterské studijní obory Veřejná správa, Soukromé právo, Politologie a mezinárodní vztahy, Bezpečnostní studia a Hospodářská politika.
Ve volbách do Poslanecké sněmovny v roce 2010 kandidoval jako lídr olomoucké kandidátky ODS, byl však „vykroužkován“ voliči, kteří svými preferenčními hlasy upřednostnili kandidáty na dalších místech. Ačkoli ODS získala zhruba 20 % hlasů, Langer zůstal na 6. místě a jako poslanec skončil.
V březnu 2012 složil advokátní zkoušku. Od roku 2012 je partnerem Advokátní kanceláře Pečený Fučík Langer.
V listopadu 2012 byl zvolen do regionální rady ODS v Olomouckém kraji. Později zůstal už jen řadovým členem ODS. Znovu byl navržen do olomoucké regionální rady v březnu 2019 a regionální sněm jej zvolil. Předseda strany Petr Fiala rozhodnutí kritizoval. Republikové vedení ODS následně uznalo sněm za neplatný a zrušilo jeho rozhodnutí.

### Soukromý život
Ivan Langer je ženatý, s manželkou Markétou mají 3 děti, dceru Petru a syny Patrika a Jakuba. Své prožitky při očekávání dcery Langer vydal v knize „Průvodce muže těhotenstvím“, kterou sám popisuje jako „drobný příspěvek pro všechny informací chtivé muže, jak prožít, resp. přežít těhotenství a dožít se porodu a pro ženy, které mají zájem o sondu do duše prvorodícího muže“.
Má rád sport, divadlo, výtvarné umění a hudbu. V roce 1992 účinkoval v klipu k písni Myslel jsem si, že je to láska skupiny Mňága a Žďorp.
Ivan Langer se rovněž angažuje ve kulturně-vzdělávacích či preventivně-bezpečnostních aktivitách. Je předsedou správní rady CEVRO Liberálně-konzervativní akademie, soukromé vysoké školy CEVRO Institut, Nadace Bezpečná Olomouc, členem správní rady Nadace policistů a hasičů, Dětské dopravní nadace, či předsedou správní rady zájmového spolku Muzeum Olomoucké pevnosti. Od roku 1999 byl členem (zakládajícím) správní rady Univerzity Palackého v Olomouci, v březnu 2013 ho nahradil předseda představenstva firmy Sigma Group Milan Šimonovský. V srpnu 2016 vydal v nakladatelství Empresa média ebook „V Síti“, která v následné vyšla i v tištěné podobě. Kniha je koláží Fb statusů autora a doplněna o vlastní kresby.

## Politická kariéra

### Obecně
Jako politik se Ivan Langer zabýval zejména veřejnou správou, bezpečností a rovněž drogovou problematikou (např. odborná publikace „Racionální protidrogová politika“). Jako poslanec či ministr vnitra se podílel na projektech jako jsou rozvoj eGovernmentu v ČR, Reforma Policie České republiky, Otevřená minulost, digitalizace, omezení zneužívání odposlechů, boj proti korupci, boj proti extremismu (strategie založená na 3P – prevence, průhlednost, postih), dobrovolné návraty cizinců, problematika diváckého násilí, Národní koordinační mechanismus pátrání po pohřešovaných dětech, obnova techniky profesionálních i dobrovolných hasičů a dalších. Za jeho působení ve funkci ministra vnitra vstoupila ČR do schengenského prostoru („Evropa bez hranic“) a došlo ke zrušení víz do USA (zapojení ČR do tzv. Visa Waiver Programu USA).

### eGovernment – elektronizace veřejné správy

#### eGovernment
Jako ministr vnitra prosadil Ivan Langer zákony vedoucí k elektronizaci veřejné správy v České republice. Cílem je podle předkladatelů zefektivnit veřejnou správu, aby její výkon byl rychlejší, levnější a k občanovi vlídnější. Projekt elektronizace bývá přirovnáván také k živému organismu (symbol eGONa), který má své prsty (kontaktní místa Czech POINT), oběhovou soustavu (Komunikační infrastruktura veřejné správy), zprostředkující oběh dat), srdce (zákon o eGovernmentu umožňující elektronickou komunikaci přes datové schránky a autorizovanou konverzi dokumentů) a mozek (základní registry veřejné správy).

#### Czech POINT
V době působení Ivana Langera ve funkci ministra vnitra byl zahájen český státní projekt Czech POINT, umožňující občanům získávat na kontaktních místech výpisy z rejstříku trestů, obchodního a živnostenského rejstříku či katastru nemovitostí. Seznam dokumentů byl postupně rozšířen o výpis z insolvečního rejstříku, bodového hodnocení, seznam kvalifikovaných dodavatelů a o další služby.

#### Datové schránky
Druhým klíčovým projektem elektronizace veřejné správy, který Ivan Langer prosadil,[zdroj?] byly datové schránky, umožňující doručování elektronických dokumentů od orgánů veřejné správy právnickým subjektům. Internetová komunikace s úřady byla Ministerstvem vnitra označována[kým?] za „největší reformu státní správy od dob Marie Terezie“. Česká republika je údajně prvním státem na světě, kde je používání datové schránky pro orgány veřejné moci a podnikající subjekty takto povinné.[zdroj?]

### Reforma Policie ČR – „Pomáhat a chránit“
Během Langerova působení ve funkci ministra vnitra získala Policie České republiky oficiální heslo „Pomáhat a chránit“. „Jde o zásadní reformu, která však není střelbou od boku. Při přípravě nové koncepce jsme vyšli z detailní analýzy stavu policie. Ta mimo jiné ukázala, že policie málo spolupracuje s veřejností, že je stále vnímána jako represivní orgán, trpí závažnými systémovými nedostatky v řízení a sužuje ji kritický stav služeben, nedostatečné vybavení moderními technologiemi, zastaralý vozový park, papírování a balast práce, která není skutečně policejní. Stručně řečeno, Policie ČR bez zásadních změn nedokáže efektivně plnit své povinnosti a držet krok s dobou. Mnohé změny už nyní probíhají, mnohé však teprve proběhnou, protože je nyní definuje nový zákon. Občané mohou očekávat kvalitu, profesionalitu, pomoc a partnerský vztah, policisté příslušnost k moderní firmě, odpovídající pracovní prostředí a profesionální přístup nadřízených,“ řekl Langer k reformě.
V rámci projektu P1000 spolufinancovaného z evropských fondů Langer prosadil investici 4 miliard Kč na rekonstrukci policejních služeben a zlepšení materiálně technického vybavení policistů. Z 9,8% policejních služeben připojených na internet v září roku 2006 získalo internetové připojení 99,5% služeben (prosinec 2008).
Za jeho působení byla policie rovněž vybavena novými služebními vozidly, která dostala také zcela nový vzhled.
V rámci legislativních změn provázejících reformu policie se Langer zasadil mj. o změnu systému v boji proti diváckému násilí, kdy významnější odpovědnost při zajištění pořádku na stadionech získali pořadatelé sportovních akcí.
Další diskutovanou Langerovou změnou související s reformou policie bylo zvýšení limitu škody při dopravních nehodách, které musí řešit dopravní policie. Tato změna byla Ministerstvem vnitra zdůvodňována mj. tím, že dopravní policie bude mít více času na preventivní a kontrolní činnost, při které je její role důležitější a nezastupitelná.

### Otevřená minulost
V únoru 2007 informoval ministr vnitra Ivan Langer o projektu Otevřená minulost, jehož cílem mělo být „co nejúplnější otevření a přiblížení archivních fondů StB všem občanům České republiky“. V témže měsíci srovnával nacismus se socialismem a komunismem. Ve článku mj. napsal: „Zprvu krásné principy síly národa, resp. lidské svobody se v myslích svých držitelů zvrhly v nepředstavitelné násilí, které stálo životy miliony lidí.“
Během posledního čtvrtletí roku 2007 došlo k digitalizaci cca 890 tisíc papírových evidenčních karet archivního fondu operativních a vyšetřovacích spisů StB. V lednu 2008 prohlásil Langer projekt Otevřená minulost za zakončený. „Podařilo se nám plošně odtajnit dokumenty, které souvisejí s činností bývalé StB a otevřít historii StB veřejnosti. Také jsme připravili a podpořili vznik Ústavu pro studium totalitních režimů. K tomu, abychom se mohli vyrovnat s minulostí, ji musíme poznat a pochopit.“

### Předložené návrhy zákonů
Jako poslanec či ministr vnitra předložil Ivan Langer mj. následující návrhy zákonů:
- novely trestního zákona a trestního řádu – znásilnění není již omezováno pouze na ženy jako oběti (č. 144/2001 Sb.), větší ochrana záchranářů před trestnými činy (č. 692/2004 Sb.), zavedení institutu tzv. protikorupčního agenta (č. 135/2008 Sb.), zavedení trestu zákazu vstupu na sportovní, kulturní a jiné společenské akce (č. 40/2009 Sb., 41/2009 Sb.)
- reforma Policie ČR – zákon o Policii ČR a související změnový zákon – zcela nový zákon o Policii ČR zakotvující základní zásady Reformy Policie ČR (č. 273/2008 Sb., 274/2008 Sb.)
- vládní návrh zákona o Generální inspekci bezpečnostních sborů – zajištění nezávislé kontroly příslušníků bezpečnostních sborů – instituce později zřízena za vlády kabinetu Petra Nečase (ODS)
- eGovernment – novela zákona o informačních systémech veřejné správy – vytvoření sítě Czech POINTů včetně příslušných oprávnění (č. 269/2007 Sb.); zákon o elektronických úkonech, osobních číslech a autorizované konverzi dokumentů (zákon o eGovernmentu) – uzákonění elektronické komunikace prostřednictvím datových schránek a autorizované konverze dokumentů (č. 300/2008 Sb., 301/2008 Sb.); zákon o základních registrech – zakotvuje základní registry, jakožto unikátní zdroje nejčastěji využívaných údajů při výkonu veřejné správy (č. 111/2009 Sb., 227/2009 Sb.)

## Kontroverze
Ivan Langer má kvůli policejním odposlechům přezdívku „Íčko“.

### Soukromá vysoká škola CEVRO Institut
V 1999 se Ivan Langer podílel na založení soukromé vysoké školy CEVRO Institut nabízející bakalářské studijní obory Veřejná správa a Politologie a mezinárodní vztahy. Odbornými garanty těchto oborů jsou profesoři Dušan Hendrych a Miroslav Novák.
V červnu 2008 informovaly Hospodářské noviny o tom, že Langrem řízené ministerstvo vnitra připravovalo projekt, který mohl CEVRu přinést mnohamilionový obchod.[zdroj⁠?!]
Začátkem roku 2009 měli podle ministra Langera vrcholoví úředníci studovat manažerský obor veřejná správa. Za studium jednoho úředníka by si škola podle předběžných odhadů mohla účtovat 160 tisíc korun. CEVRO byla jednou ze škol, které mohly lukrativní zakázku v otevřeném výběrovém řízení získat. Spojitost CEVRO a projektu Ministerstva vnitra ani žádné pochybení či zneužití tehdy nebylo prokázáno.
CEVRO bylo původně založeno jako think tank pro ODS v roce 1999 a podílelo se i na volebních kampaní ODS. Následně se CEVRO transformovalo na soukromou vysokou školou.

### Podezření z napojení na organizovaný zločin a trestní oznámení
Ivan Langer lobboval pro lidi okolo později zavražděného podnikatele Františka Mrázka. V později zveřejněných odposleších byl jimi označován jako „Íčko“ a podle odposlechů se snažil dopomoci k získání úvěru až tak, že jej museli samotní mafiáni trochu brzdit. Langer označil své chování za možná naivní, zdůvodnil ho patriotismem při podpoře české firmy.
Langer za své chování čelil trestnímu oznámení pro podezření ze zneužití pravomoci veřejného činitele a z přijímání úplatku. Podle ČTK obdrželo Městské státní zastupitelství v Praze oznámení od novináře Petra Tomíška. Langer dříve přiznal, že lobboval za podnikatele Luďka Sekyru kvůli koupi stavební firmy Inženýrské a průmyslové stavby (IPS). Policie trestní oznámení neprošetřovala, neboť podle státního zastupitelství neobsahovalo skutečnosti, ze kterých by vyplývalo možné spáchání trestného činu.
V září 2009 bývalý policejní vyšetřovatel Karel Tichý uvedl, že Mrázek počítal s Langerovou podporou i v případě prodeje firmy Setuza.
V souvislosti se články uveřejňovanými od 19. září 2008 v deníku Mladá fronta DNES a na zpravodajském serveru iDNES.cz, které Langera označovaly jako podezřelého z propojení na organizovaný zločin kolem Františka Mrázka, se Langer soudil s vydavatelstvím MAFRA. Dne 13. října 2015 rozhodl Vrchní soud v Praze, že se MAFRA musí za tato nepravdivá tvrzení omluvit, k čemuž došlo 9. února 2016.

### Vyšetřovací spis Krakatice
Langer nedovolil bývalému detektivovi protikorupční policie Karlu Tichému, aby veřejně promluvil o spisu Krakatice, který policie vedla o aktivitách podnikatele Františka Mrázka považovaného za bosse českého organizovaného zločinu. Tichý se na vyšetřování Mrázka podílel a chtěl se bránit nařčením, že údajně stojí za úniky informací ze spisu. Sám Langer ve spisu figuroval podobně jako další vlivní lidé české politické sféry, např. Vlastimil Tlustý nebo Miroslav Šlouf.
Langer uvedl: „S největší pravděpodobností té žádosti vyhovět nebudu moci, protože mi v tom přímo brání zákon.“ Podle něj ze zákona o ochraně utajovaných skutečností a o bezpečnostní způsobilosti jasně vyplývá, že policista či bývalý policista může být zbaven mlčenlivosti pouze na základě žádosti státních orgánů. Fyzická osoba však o to žádat nemůže. Langer však dodal, že Tichý může na základě jeho povolení mluvit o případu s Inspekcí.

### Praní policejních uniforem
V lednu 2011 vyšlo najevo, že v době, kdy byl Ivan Langer ministrem vnitra, získal lukrativní zakázku na praní policejních uniforem jeho známý, podnikatel Tomáš Paclík. Paclík tak za necelé tři roky utržil na ministerstvu 54 milionů korun. Firma, která prala uniformy, se jmenovala „Dočista“ a vznikla dva měsíce před udělením veřejné zakázky a živnostenské oprávnění na praní prádla si zapsala dokonce až v den udělení zakázky. Také si pronajala podezřele levně objekt kolínských prádelen. Na celou kauzu ukázal audit, který nechal vypracovat Radek John.